# Nesuhi Ertegün
Nesuhi Ertegun (26. listopadu 1917, Istanbul, Turecko-15. července 1989, New York, USA) byl americký hudební producent tureckého původu. Byl spoluzakladatelem fotbalového klubu New York Cosmos. V roce 1991 byl uveden do Rock and Roll Hall of Fame.